# アンシャープマスク

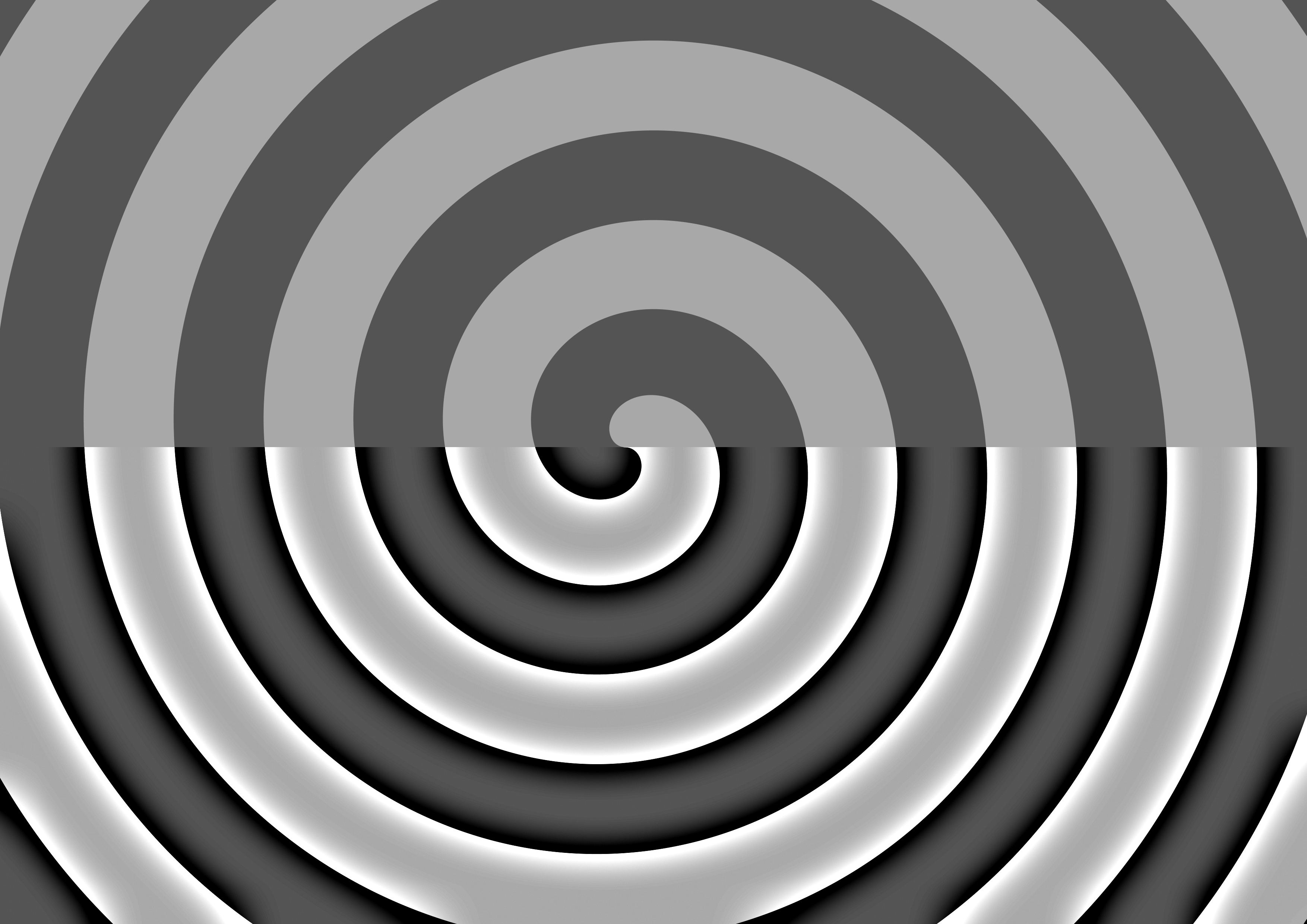
画像の下部にアンシャープマスクを適用

アンシャープマスク（英:Unsharp masking）とは、画像をシャープにする手法の一つ。元々は写真暗室において実現された手法であるが、現在はデジタル画像処理ソフトウェアでも一般的に使用されている。
画像をシャープにするのに「アンシャープ」という名前なのはなぜか?という当然の疑問があるが、それはこの手法が「ガウスぼかし」（またの名を「アンシャープ」）を使って元の画像のネガ画像を作り、元の画像にかぶせる（マスクする）という点に由来する。アンシャープマスクを作った後、そのマスクをオリジナルのポジ画像と合成した場合、元の画像と比べてボケた部分が少なくなる。結果としてよりクリアな画像が得られるが、これによって画像の対象物をより正確に表現できるのかというと、むしろ不正確になっている場合もあるので注意が必要。
信号処理の分野においては、アンシャープマスクは一般的に、信号の高周波成分を強調する線形または非線形フィルターのことを指す。

## 写真暗室におけるアンシャープマスク

ざっくりとしたアンシャープマスクの原理

写真の暗室作業においてアンシャープマスク処理を行う場合、まず大判のガラス乾板のネガを低コントラストのフィルムまたはガラス乾板に密着焼きして、ポジ画像を作成する。ただし、この時のポジコピーは、写真乳剤を塗布した面同士を密着させるのではなく、写真原板をコピー先に裏向きに密着させて作成されるため、ガラス乾板の厚みの分だけ画像がぼやける。作業後、このぼやけたポジを原版であるネガ画像の裏面に密着させる形に置き直す。ネガにポジを見当合わせして、引き伸ばし機などを使って両方に光を通した時、ポジはネガの情報の一部を飛ばす。
ポジはわざとぼかされているので、低周波の（ぼかされた）情報だけが飛ばされる。さらに、マスクは元のネガのダイナミックレンジを効果的に減少させる。したがって、引き伸ばし画像の記録先が硬調な（コントラストの高い）印画紙であった場合、部分的に情報が飛ばされたことにより、ハイライトやシャドウのディテールを失うことなく、高空間周波数成分 (細かいディテール) が強調されている。結果として得られるプリントは、アンシャープマスクなしで作成されたものよりも鋭く見える。つまり、アキュータンスが増加する。
写真現像処理においては、ボケの量は、最初のアンシャープマスク露光に使用される光源の「柔らかさ」もしくは「硬さ」を変更することによって調整できる(点光源から完全拡散面まで) 。また、効果の強さは、アンシャープマスクの硬度と濃度 (つまり、露出と現像) を変更することによって調整できる。
伝統的な写真現像においては、アンシャープマスクは通常、モノクロ写真において使用される。

## デジタルのアンシャープマスク

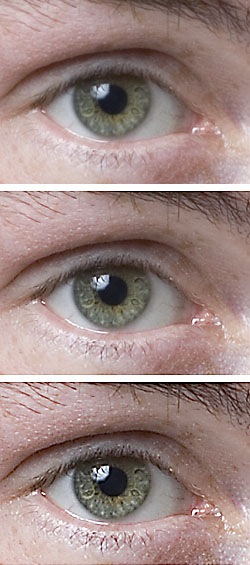
元画像 (上),
アンシャープマスクを適用した画像 (中),
アンシャープマスクを強く適用した画像 (下)

Adobe PhotoshopやGIMPなどと言った、多くのデジタル画像処理ソフトのアンシャープマスクツールでも、値の差分を取るという、写真暗室時代と同様の原理が使用されている。ソフトウェアは、元の画像のコピーにガウスぼかしを適用し、それを元の画像と比較する。ユーザー指定のしきい値設定よりも値の差が大きかった場合、元の画像からその差の値を(事実上)差し引く。
デジタル処理におけるアンシャープマスクは、特にスキャンした画像などに使うと、紙のインクのにじみが低減されてシャープネスが高まるので雰囲気が良くなる。アンシャープマスクをかけると、エッジが妙に目立ったり、画像のノイズが増えたりなど、残念な結果になる場合もある。その場合、RGB画像またはLab画像の全体に直接アンシャープマスクをかけるのではなく、どれか1つのチャンネルだけ（例えば「輝度」など）にかけるといい感じに仕上がることもある。画像全体によろしくない効果が出てしまう場合は、マスク (特にエッジ検出によって作成されたマスク) を使用して、必要な領域のみシャープにすることで軽減できる。この手法は、Photoshopでは「スマートシャープ」として実装されている。
一般的にデジタルのアンシャープマスクは、量、半径、およびしきい値によって制御される。
- 「量」はパーセンテージで表示され、各オーバーシュートの大きさ(つまり、エッジの境界がどの程度暗くなるか、どの程度明るくなるか)を制御する。これは、エッジにどの程度の量のコントラストが追加されるか、と言い換えることもできる。エッジリムの幅には影響を与えない。

- 「半径」は強調するエッジのサイズやエッジリムの幅に影響するため、半径を小さくすると細部が強調される。半径の値を大きくすると、エッジにハロー効果が発生し、オブジェクトの周囲に微かな（と言っても一目でわかる程度の）光の縁ができる。細かいディテールを出すには、より小さな半径にする必要がある。半径と量は相互作用する（つまり、一方を減らすと、もう一方を増やすことができる）。

- 「しきい値」は、シャープ化される最小の明度変化、つまりアンシャープマスクのフィルター処理が発動する際に隣接するピクセルのトーンの明度がどれだけ離れている必要があるか、を制御する。このパラメータをうまく使うと、本来は滑らかなはずの部分に意図せずにアンシャープマスクが適用されて斑点状のつぶつぶが発生してしまうのを防ぐことができる。しきい値設定をうまく使うことで、目立つエッジをよりシャープにし、エッジかどうか曖昧な部分にはアンシャープマスクのフィルターが適用されない、という感じにすることができる。アンシャープマスクをかけると、明度の低い部分のエッジが強調されて、よりシャープになる場合が多いが、しきい値を高くすると、たとえ明度が低い部分でもコントラストが低かった場合はアンシャープマスクが適用されないことになる。

これらのパラメータの初期値の推奨設定は、ソフトによって様々で、そのソフトにおけるプログラムの実装によってもその数値の意味するところが違ってくる場合がある。一般的に、半径は 0.5 ～ 2 ピクセル、量は 50 ～ 150% が推奨される。
画像編集ソフトの機能を使うのではなく、マスクとして機能する別のレイヤーを画像の上に追加することにより、アンシャープマスクを手動で作成することもできる。これは、アンシャープマスクの仕組みを理解したり、細かいカスタマイズを行うのに役立つ。
レイヤーをブレンドする際の典型的なアンシャープマスクの公式は、
「シャープさ」 = 「元画像」 + (「元画像」 − 「ぼかし画像」) × 「量」
である。

### ローカルコントラストの調整
アンシャープマスクは、大きな半径（30 ～ 100 ピクセルくらい）と小さな量（5 ～ 20% くらい) で使われる場合がある。これは、「ローカルコントラストの調整」と呼ばれる手法である。アンシャープマスクは、シャープネスまたは (ローカル) コントラストのいずれかを増加させることができる。これは、いずれも小スケール（高周波）の差異を参照して、明度などの値の差異を増加させる、あるいは勾配を増加させる、という点が同じであるためである。色調を補正するためのさらに強力な手法は、トーンマッピングと呼ばれる。

## Comparison with deconvolution
For image processing, deconvolution is the process of approximately inverting the process that caused an image to be blurred. Specifically, unsharp masking is a simple linear image operation—a convolution by a kernel that is the Dirac delta minus a gaussian blur kernel. Deconvolution, on the other hand, is generally considered an ill-posed inverse problem that is best solved by nonlinear approaches. While unsharp masking increases the apparent sharpness of an image in ignorance of the manner in which the image was acquired, deconvolution increases the apparent sharpness of an image, but is based on information describing some of the likely origins of the distortions of the light path used in capturing the image; it may therefore sometimes be preferred, where the cost in preparation time and per-image computation time are offset by the increase in image clarity.
With deconvolution, "lost" image detail may be approximately recovered, although it generally is impossible to verify that any recovered detail is accurate. Statistically, some level of correspondence between the sharpened images and the actual scenes being imaged can be attained. If the scenes to be captured in the future are similar enough to validated image scenes, then one can assess the degree to which recovered detail may be accurate. The improvement to image quality is often attractive, since the same validation issues are present even for un-enhanced images.
For deconvolution to be effective, all variables in the image scene and capturing device need to be modeled, including aperture, focal length, distance to subject, lens, and media refractive indices and geometries. Applying deconvolution successfully to general-purpose camera images is usually not feasible, because the geometries of the scene are not set. However, deconvolution is applied in reality to microscopy and astronomical imaging, where the value of gained sharpness is high, imaging devices and the relative subject positions are both well defined, and optimization of the imaging devices to improve sharpness physically would cost significantly more. In cases where a stable, well-defined aberration is present, such as the lens defect in early Hubble Space Telescope images, deconvolution is an especially effective technique.

## Implementation
In the example below, the image is convolved with the following sharpening filter:
Sharpen filter
{\displaystyle {\begin{bmatrix}\ \ 0&-1&\ \ 0\\-1&\ \ 5&-1\\\ \ 0&-1&\ \ 0\end{bmatrix}}}
This matrix is obtained using the equation shown above under #Digital unsharp masking, using a uniform kernel with 5 pixels for the "blurred" image, and 5 for the "amount" multiplier:
{\displaystyle {\begin{bmatrix}0&0&0\\0&1&0\\0&0&0\end{bmatrix}}+\left({\begin{bmatrix}0&0&0\\0&1&0\\0&0&0\end{bmatrix}}-{\begin{bmatrix}0&1&0\\1&1&1\\0&1&0\end{bmatrix}}/5\right)5={\begin{bmatrix}\ \ 0&-1&\ \ 0\\-1&\ \ 5&-1\\\ \ 0&-1&\ \ 0\end{bmatrix}}}
The sharpening effect can be controlled by varying the multiplier. The value of 5 was chosen here to yield a kernel with integer values, but this is not a requirement for the operation.

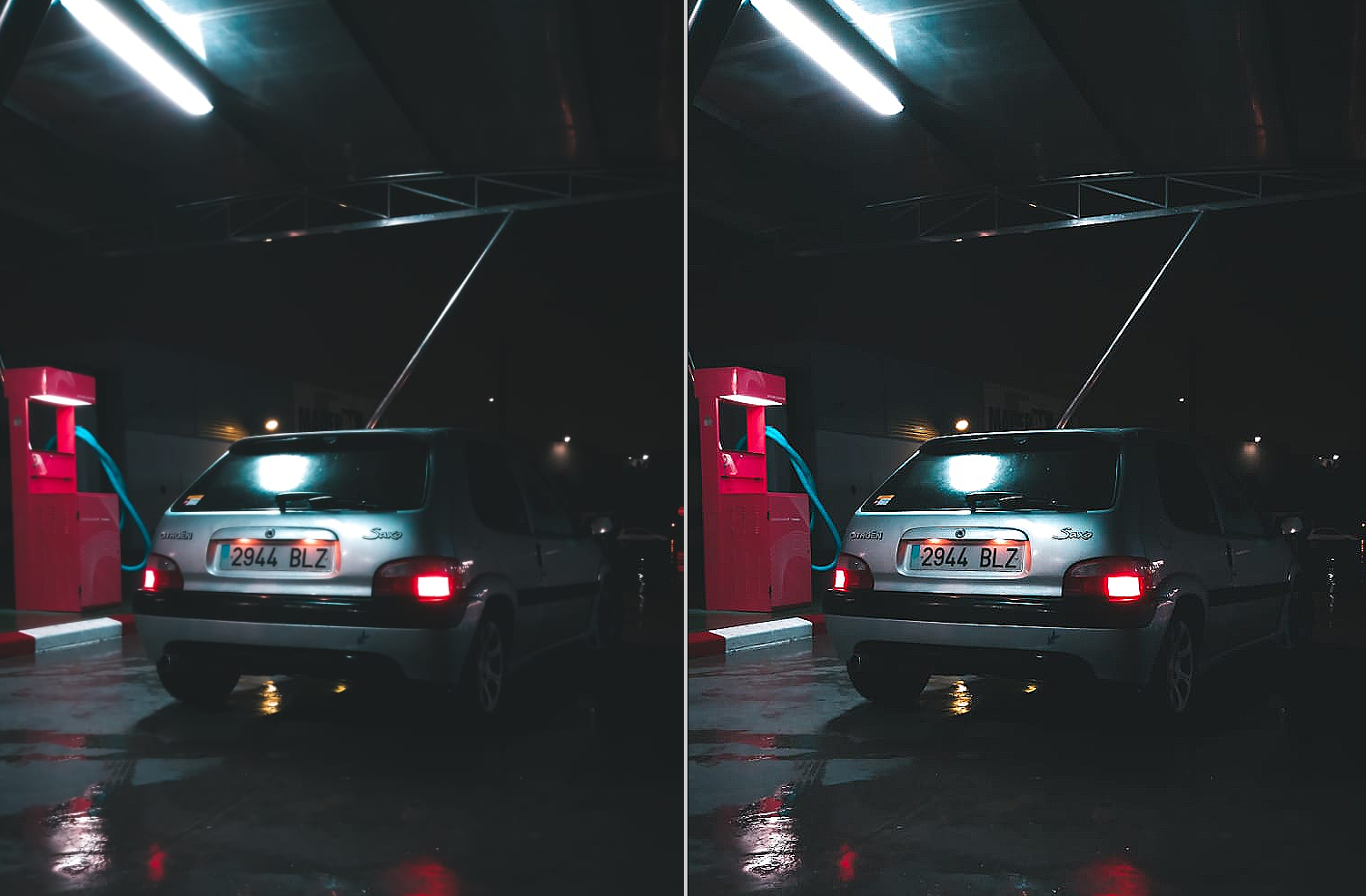
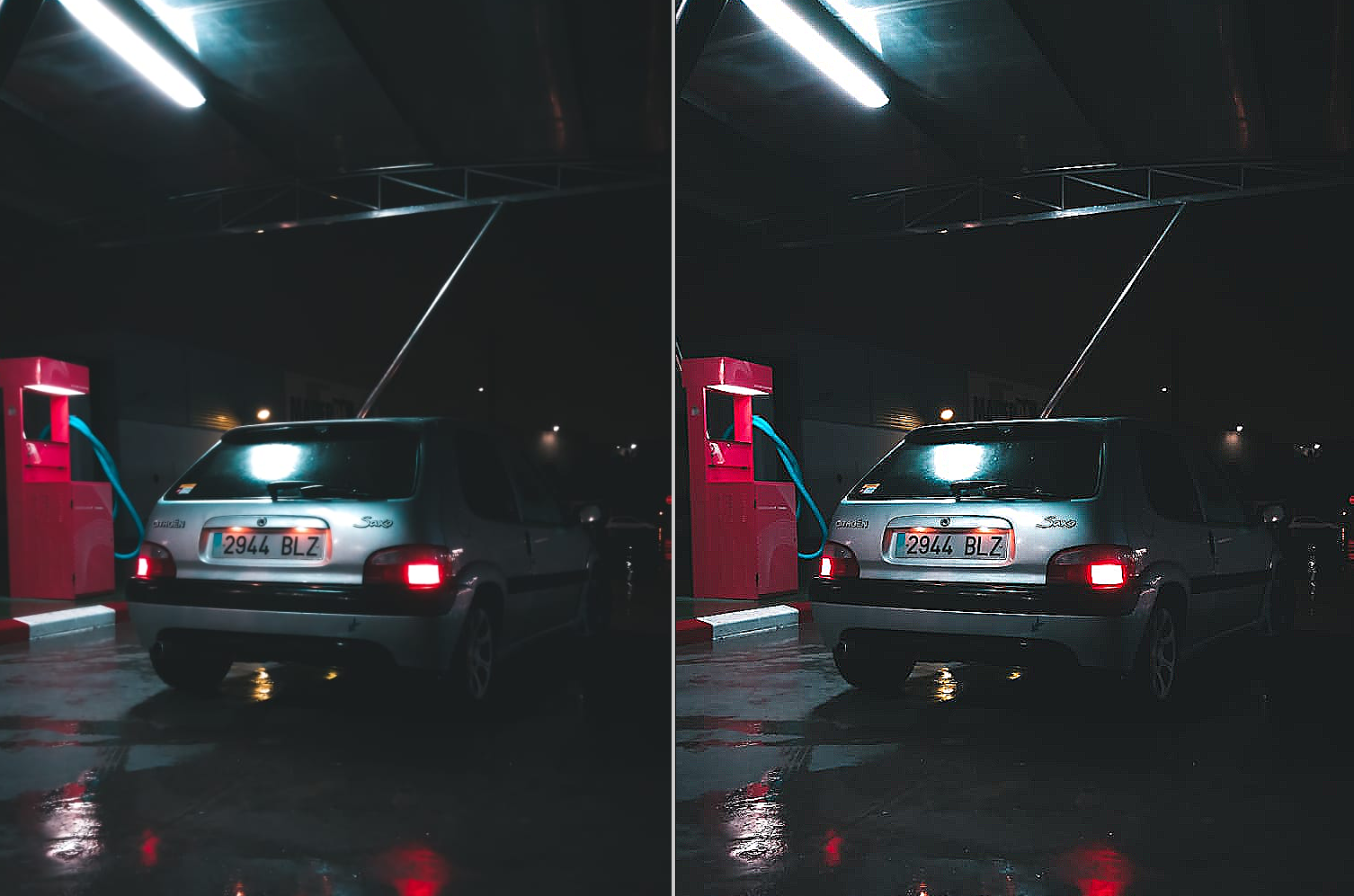

The second image has been sharpened twice as much as the first.

## References
1. 1 2  4.9. Unsharp Mask, esp.
4.9.4. How does an unsharp mask work?, Gimp documentation.
2. ↑  Guide to Image Sharpening, Cambridge in Color.
3. 1 2  Local Contrast Enhancement, Cambridge in Color.
4. ↑  Understanding Local Contrast Enhancement, The Luminous Landscape.

Template:More citations needed

## General references
- Sharpening With a Stiletto, Dan Margulis, February, 1998
- Life on the Edge, Dan Margulis, January, 2005

## External links
- Excel spreadsheet that calculates an Unsharp Mask
- Interactive Example of Unsharp Mask
- PhotoKit Sharpener User Guide
- Sharpening 101, mirror of by thom, Aug 1, 2003
- The Unsharp Mask: Analog Photoshop, Sample of unsharp masking in the darkroom, before digital